# Quillacollo

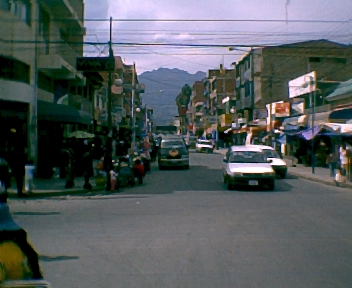
Quillacollo

Quillacollo é uma cidade boliviana do departamento de Cochabamba. Quillacollo é a capital da província de Quillacollo. Está localizada 13 km a oeste da cidade de Cochabamba. De acordo com o último censo realizado em 2001, possuía uma população de 104.206 habitantes, a população estimada para 2006 é de 125.000 habitantes.
O Aumento da população faz de Quillacollo a segunda cidade em crescimento demográfico da Bolívia, após El Alto. Quillacollo é uma das várias capitais de província que se encontram ao redor da cidade de Cochabamba e que são tragadas cada vez mais pelo perímetro urbano desta cidade. Quillacollo está ligada a cidade de Cochabamba através da Avenida Blanco Galindo  .